# Progasta srčanka
Progasta srčanka (znanstveno ime Acanthocardia tuberculata) je morska školjka iz družine srčank, ki je razširjena tudi v Jadranskem morju.

## Opis in biologija
Lupina progaste srčanke meri v premeru med 30 do 90 mm, običajno krog 50 mm. Na površini lupine je med 18 in 20 radialnih rebrastih grebenov.
Živi plitvo zakopana v mehko morsko dno do 200 metrov globoko. Običajno se najraje zadržuje v globinah od 5 do 15 m. Na površini mesto, kjer je zakopana izdajata samo dve majhni odprtinici.

## Podvrste
- Acanthocardia tuberculata citrinum Brusina, 1865
- Acanthocardia tuberculata tuberculata (Linnaeus, 1758)
- Acanthocardia tuberculata f. alba